# アラベラ・シュタインバッハー

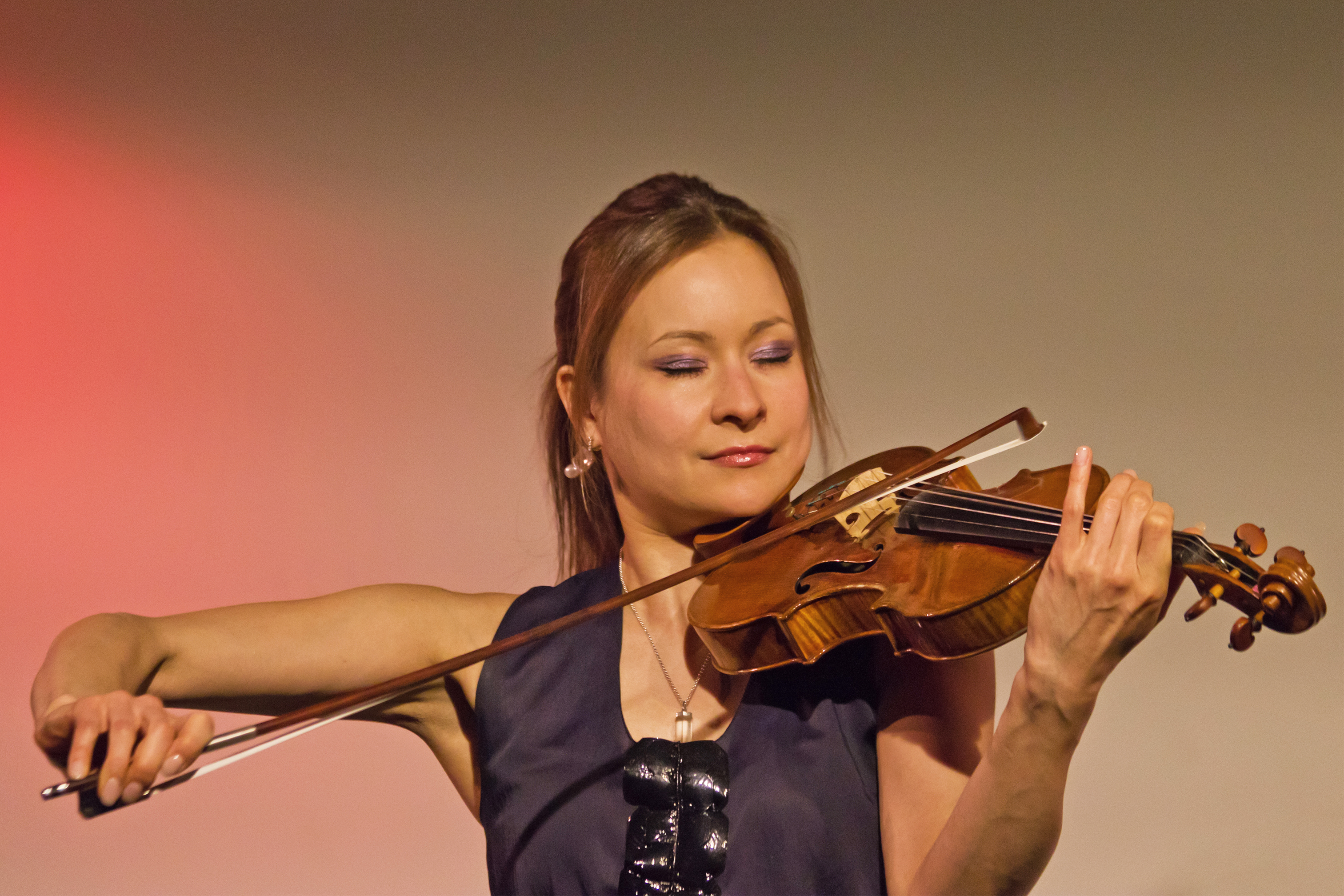

アラベラ・シュタインバッハー（Arabella Steinbacher、日本名：アラベラ・美歩・シュタインバッハー（Arabella Miho Steinbacher） 1981年11月14日- ）は、ドイツのヴァイオリニスト。
ミュンヘンでドイツ人の父親と日本人の母親との間に生まれた。3歳でバイオリンを始め、9歳でミュンヘン音楽大学にてアナ・チュマチェンコに学んだ。ドロシー・ディレイやイヴリー・ギトリスにも師事した。2000年にハノーファーで開催されたヨーゼフ・ヨアヒム・ヴァイオリン・コンクールで入賞、翌年にはバイエルン州より奨学金を授与された。
なお氏名表記は、公式ホームページ（ドイツ語・英語）、CDジャケット（世界共通）、欧米での公演ポスター・チケット、これらではArabella Steinbacherであり、日本名でのミドルネーム「美歩」（Miho）の記載はない。

## 使用楽器
日本音楽財団より貸与されている1716年製ストラディヴァリウス「Booth」

## ディスコグラフィー

### CD
- 2003 ハチャトゥリアン：ヴァイオリン協奏曲（VISTA VERA、VVCD00060）
- 2004 ハチャトゥリアン：ヴァイオリン協奏曲（ORFEO、ORFEO623041）
- 2005 ミヨー：ヴァイオリン協奏曲集（ORFEO、ORFEO646051）
- 2006 ラテン作品集（ORFEO、ORFEO686061）
- 2006 ショスタコーヴィチ：ヴァイオリン協奏曲第1番、第2番（ORFEO、ORFEO687061）
- 2007 フランス・ヴァイオリン・ソナタ集（ORFEO、ORFEO739081）
- 2009 ベートーヴェン：ヴァイオリン協奏曲、ベルク：ヴァイオリン協奏曲「ある天使の思い出に」（ORFEO、ORFEO778091）
- 2009 ドヴォルザーク：ヴァイオリン協奏曲、シマノフスキ：ヴァイオリン協奏曲第1番（PentaTone、PTC5186353）
- 2010 バルトーク：ヴァイオリン協奏曲第1番、第2番（Pentatone、PTC5186350）
- 2011 ブラームス：ヴァイオリン協奏曲（ORFEO、ORFEO752111）
- 2011 ブラームス：ヴァイオリン・ソナタ集（PentaTone、PTC5186367）
- 2012 プロコフィエフ：ヴァイオリン協奏曲第1番、第2番、無伴奏ヴァイオリン・ソナタ（PentaTone、PTC5186395）
- 2013 コルンゴルト：ヴァイオリン協奏曲、ブルッフ：ヴァイオリン協奏曲第1番、ショーソン：詩曲（PentaTone、PTC5186503）
- 2014 モーツァルト：ヴァイオリン協奏曲第3番、第4番、第5番（PentaTone、PTC5186479）
- 2014 フランク：ヴァイオリン・ソナタ、リヒャルト・シュトラウス：ヴァイオリン・ソナタ（PentaTone、PTC5186470）

### DVD
- 2015 「Music of Hope［邦題：希望の音楽］」－ ドキュメンタリー：東日本大震災被災地訪問／コンサート映像：モーツァルト：ヴァイオリン協奏曲第3番（Nightfrog、NF2013）